# Giuliano Turatti
Giuliano Turatti (Noventa Vicentina, 19 marzo 1933) è un ex calciatore italiano, di ruolo attaccante.

## Carriera
Cresciuto nel Padova, nel 1952 viene ceduto in prestito al Petrarca. Dal 1953 al 1955 (in Serie B) e nella stagione 1957-1958 (in Serie A) gioca con i biancoscudati 9 partite segnando 2 gol.
Nella stagione 1964-1965 colleziona 4 presenze con la Biellese in C.
Complessivamente gioca 206 partite da professionista, con 55 goal.

## Palmarès

### Club

#### Competizioni nazionali
- Serie C: 1

Mantova: 1958-1959